# Lair
Pour les articles homonymes, voir Lair (homonymie).
Lair (Rise from Lair au Japon) est un jeu vidéo d'action développé par Factor 5 et édité par Sony Computer Entertainment en 2007 sur PlayStation 3.
Lair se déroule dans un univers médiéval-fantastique ravagé par les catastrophes naturelles d'origine volcanique. L'humanité a été divisée en deux royaumes : celui des Mokai au nord, dont le climat aride rend les conditions de vie difficiles, et celui des Asyléens au sud, qui habitent les dernières terres cultivables. Ces deux civilisations se disputent le contrôle de la principale source d'eau potable. Le joueur incarne Rohn, un membre de l'unité d'élite « Burner » de la Garde du Ciel asyléene. Monté sur son dragon volant, il prend part à des batailles épiques qui se déroulent dans les airs et au sol.

## Système de jeu
Le gameplay du jeu a été pensé dans l'optique d'exploiter les fonctionnalités de la manette Sixaxis et les principales actions de jeu s'effectuent via la reconnaissance de mouvement. Cela comprend le maniement élémentaire du dragon mais aussi des mouvements spéciaux et certaines attaques.
Le dragon dispose de diverses attaques rapprochées (coup de patte, attaques piquées...) ou distantes (boules de feu, cracher du feu...). Des actions contextuelles, selon un principe proche du Quick Time Event, permettent au héros de se distinguer par des actions téméraires tel que sauter en plein vol sur le dragon de l'adversaire pour le terrasser.

## L'histoire

### Rohn
Rohn est le personnage centrale de l'histoire. Membre de la Garde du ciel Asyléenne, il fait partie de l'unité d'élite « Burner », dirigée par le capitaine Talan. Jevon et Loden sont deux de ses compagnons d'armes.

### Les Mokai
Les Mokai occupent la toundra arctique. Ils survivent en tirant avantage de la collision de la lave volcanique et de la glace. Le général des armées Mokai est Atta-Kai. Son fils, Koba-Kai en est un guerrier redoutable.

### Blood dragon
Le Blood dragon — littéralement, le dragon Sang — est une espèce de dragon particulièrement féroce qui présente des traces rouges sur son crâne. Peu de monde survive à sa rencontre. Une rumeur Asyléenne raconte cependant que le général Mokai, Atta-Kai, est parvenu à dompter un Blood dragon.

### The Bridge of the Ancients
The Bridge of the Ancients — littéralement, le Pont des Anciens — est un gigantesque pont. Depuis l'Âge de Cendres et les ravages provoqués par les éruptions volcaniques, ce pont est le seul lien terrestre praticable entre les régions Aysléenne et Mokai. Il s'apprête à devenir le théâtre d'affrontements sanglants.

## Réalisation

### Technique
Les environnements se distinguent par des décors à la profondeur de champs importante, la présence de centaines d'ennemis à l'écran ainsi que par des créatures fantastiques imposantes.
Lair supporte une définition de 1080p et un son 7.1 non-compressé.

### Design
Le design a été conçu dans l'idée de rendre compte l'évolution de la civilisation à travers les âges. Pour l'architecture et l'iconographie Asyléene, les artistes de Factor 5 ont puisé leur inspiration dans les cultures méditerranéennes : l'Empire byzantin, la Rome antique, la Perse, l'Afrique du Nord et de l'Est. La cité d'Asylia s'inspire de l'architecture islamique et de l'art du monde indien.

## Exploitation
Revue de presse
- GameSpot 4.5/10
- IGN 4.9/10
- GamePro 7.5/10

## À noter
- Lair fut annoncé à l'occasion du PlayStation Meeting 2005 et un premier teaser du jeu fut présenté lors de l'Electronic Entertainment Expo 2006.
- Les travaux conceptuels du jeu ont été exposés à la galerie du Cogswell Polytechnical College en juin et juillet 2007 sous l'intitulé “The Art of Lair”.
- Le 17 avril 2008, le "Lair Dragons and Control Pack" a été ajouté en téléchargement gratuit sur le PlayStation Store. Deux nouveaux dragons sont disponibles, et surtout le pack permet de choisir de contrôler le jeu à l'aide du stick analogique ou du sixaxis.